# Valentiner (Familie)
Valentiner ist der Name einer Familie, die ihren Ursprung in Flensburg hat, wo er im 16. Jahrhundert als Patronym gebildet wurde. Die Familie brachte zahlreiche Akademiker und Politiker hervor. Viele Familienmitglieder verbanden sich mit Mitgliedern anderer Patrizierfamilien.

## Entstehung
Der Familienname entstand, als sich Willem (1558–1607), ein Sohn des Valentin Pauls (1531–1593), Kaufmann und Ratsherr in Flensburg, und der Elsabe Willems Wynbarch (1527–1606), nach dem Vornamen seines Vaters mit Nachnamen „Valentiner“ nannte. Seine Geschwister Ingeborg (1559–1616), Paul (1560–1625) und Anneke (1565–1643) nannten sich hingegen „Valentinsen“, was der nordischen Tradition entsprach.

## Verbreitung
Die vier Söhne von Willem Valentiner mit seiner Ehefrau Elsabe Pauls Paysen (1560–1644), Tochter d. Paul Boyes Paysen (um 1510–1587), Kaufmann und Ratsherr in Flensburg, und der Anna von Tzeven (1515–1580), behielten den Nachnamen Valentiner bei:
1. Willem Valentiner (* um 1585)
2. Paul Valentiner (um 1590–1660) ⚭ Metta Holst (um 1610–1672)
3. Valentin Valentiner (1595–1672) ⚭ Gertrud Hoe (1608–1693)
4. Jürgen Valentiner (1599–1673) ⚭ Brigitta Hoe (1605–1655)

## Personen
Der Propst Valentin Valentiner (1686–1729) war u. a. der Vorfahr von Christian August Valentiner (1724–1813), Pastor und ab 1786 Propst der Grafschaft Rantzau. Zu dessen Kindern gehören:
- Friedrich Valentiner (1756–1813), Mathematiker, Professor in Kiel
  - Friedrich Wilhelm Valentiner (1807–1889), Pastor in Gelting und Leipzig
    - Wilhelm Valentiner (1845–1931), Astronom
      - Siegfried Valentiner (1876–1971), Physiker
      - Theodor Valentiner (1878–1969), Pädagoge und Psychologe in Bremen
      - Wilhelm Reinhold Valentiner (1880–1958), Kunsthistoriker und Museumsdirektor
- Valentin Adrian Valentiner (1758–1835), Pastor in Pronstorf
  - Christian August Valentiner (1783–1872), Kaufmann in Flensburg
    - Christian August Valentiner (IV.) (1815–1864), Propst in Tondern und Tyrstrup

  - Wilhelm Valentiner (1798–1867), Rechtsanwalt und Notar
    - Wilhelm Valentiner (1830–1893), Badearzt und Hochschullehrer
    - Hugo Valentiner (1831–1915), Kaufmann und Konsul in Caracas
      - Justus Theodor Valentiner (1869–1952), Verwaltungsbeamter in Preußen
        - Elisabeth Paatz (1900–1991), Kunsthistorikerin

  - Friedrich Peter Valentiner (1817–1894), Pastor in Tönning, Jerusalem und Preetz
    - Theodor Valentiner (1854–1913), Landessuperintendent in Ratzeburg

  - Georg Theodor Valentiner (1820–1877), Badearzt in Bad Pyrmont
- Georg Wilhelm Valentiner (1766–1836), Hauptpastor in Flensburg
  - Christian August Valentiner (III.) (1798–1864), Pastor in Flensburg
- Christian August Valentiner (II.) (1774–1817), Pastor in Morsum auf Sylt,
- Ida Christine Margarethe Valentiner (1764–1825) ⚭ Pastor Heinrich Harries

Ein anderer Ast stammt von dem Oberförster und Kanzleirat Heinrich Christian Valentiner (1722–1782). Zu seinen Nachfahren gehören unter anderem:
- Matthias Valentiner (1756–1827), Oberlandgerichtsrat in Schleswig
  - Carl Heinrich Christian Valentiner (1812–1844), Diakon in Krempe
- Heinrich Christian Valentiner (1767–1831), Landwirt in Futterkamp und Gjeddesdal
  - Ulrich Christian Valentiner (1802–1881), Landwirt in Gjorslev
    - Gustav Valentiner (1837–1923), Arzt in Køge
    - Herman Valentiner (1850–1913), Mathematiker

  - Adolph Valentiner (1803–1868), Landwirt in Gjeddesdal
    - Heinrich Nicolai Valentiner (1834–1921), Landwirt in Gjeddesdal
    - Julius Valentiner (1850–1915), Bankdirektor und Politiker in Kopenhagen
      - Axel Valentiner (1879–1958), Schriftsteller

  - Wilhelm Heinrich Valentiner  (1806–1856), Arzt in Kiel
  - Ernst Theodor Valentiner (1809–1867), Pastor in Brokdorf